# Mouvement du 5 Juin - Rassemblement des forces patriotiques
Le Mouvement du 5 Juin - Rassemblement des forces patriotiques (M5-RFP) est un mouvement politique du Mali.
Il a été fondé en juin 2020, pour incarner l'opposition au gouvernement d'Ibrahim Boubacar Keïta, comme un collectif d’opposants, de religieux et de membres de la société civile.
En juin 2021, il invite la communauté internationale à soutenir le Mali.
En décembre 2021, il rejette la charte de transition soutenue par la junte ayant renversé le chef de l'Etat.